# 埃马纽埃尔·勒·马乌特
让-埃马纽埃尔-马里·勒·马乌特（1799年12月29日—1877年6月23日）是法兰西博物学家。
1842年，勒·马乌特获得巴黎大学的医师资格，并成为药学部的自然科学讲师。之后，他开始给学生教授文學和自然历史的私人课程。1869年，他被授予法國榮譽軍團勳章。